# Campionati del mondo di ciclismo su pista 1948
I Campionati del mondo di ciclismo su pista 1948 (en.: 1948 UCI Track World Championships) si svolsero ad Amsterdam, nei Paesi Bassi.

## Medagliere
| #      | Nazione     | Oro | Argento | Bronzo | Totale |
| ------ | ----------- | --- | ------- | ------ | ------ |
| 1      | Italia      | 2   | 2       | 1      | 5      |
| 2      | Paesi Bassi | 2   | 0       | 0      | 2      |
| 3      | Francia     | 1   | 2       | 2      | 5      |
| 4      | Danimarca   | 0   | 1       | 0      | 1      |
| 5      | Belgio      | 0   | 0       | 1      | 1      |
| 5      | Regno Unito | 0   | 0       | 1      | 1      |
| Totale | Totale      | 5   | 5       | 5      | 15     |

## Sommario degli eventi
| Eventi                            | Oro                           | Prestazione | Argento                   | Prestazione | Bronzo                      | Prestazione |
| Uomini Professionisti             |                               |             |                           |             |                             |             |
| Velocità dettagli                 | Arie van Vliet Paesi Bassi    |             | Louis Gérardin Francia    |             | Georges Senfftleben Francia |             |
| Inseguimento individuale dettagli | Gerrit Schulte Paesi Bassi    |             | Fausto Coppi Italia       |             | Antonio Bevilacqua Italia   |             |
| Derny dettagli                    | Jean-Jacques Lamboley Francia |             | Elia Frosio Italia        |             | August Meuleman Belgio      |             |
| Uomini Dilettanti                 |                               |             |                           |             |                             |             |
| Velocità dettagli                 | Mario Ghella Italia           |             | Axel Schandorff Danimarca |             | Reg Harris Regno Unito      |             |
| Inseguimento individuale dettagli | Guido Messina Italia          |             | Jacques Dupont Francia    |             | Charles Coste Francia       |             |